# Heliga Treenighetens kyrka, Novo Selo
Heliga Treenighetens kyrka (makedonska: Црква „Св. Троица“; translitteration: Tsrkva ''Sv. Troitsa'') är en makedonisk-ortodox kyrkobyggnad belägen i förorten Novo Selo, i staden Štip i kommunen Štip i den statistiska regionen Östra regionen, i östra Nordmakedonien.
Kyrkan är helgad åt Treenigheten och tillhör Bregalnicas stift.

## Historik
Heliga Treenighetens kyrka i Novo Selo började byggas år 1922 och stod klar och invigdes 1925. Vem, som invigde kyrkan är okänt.

## Bilder

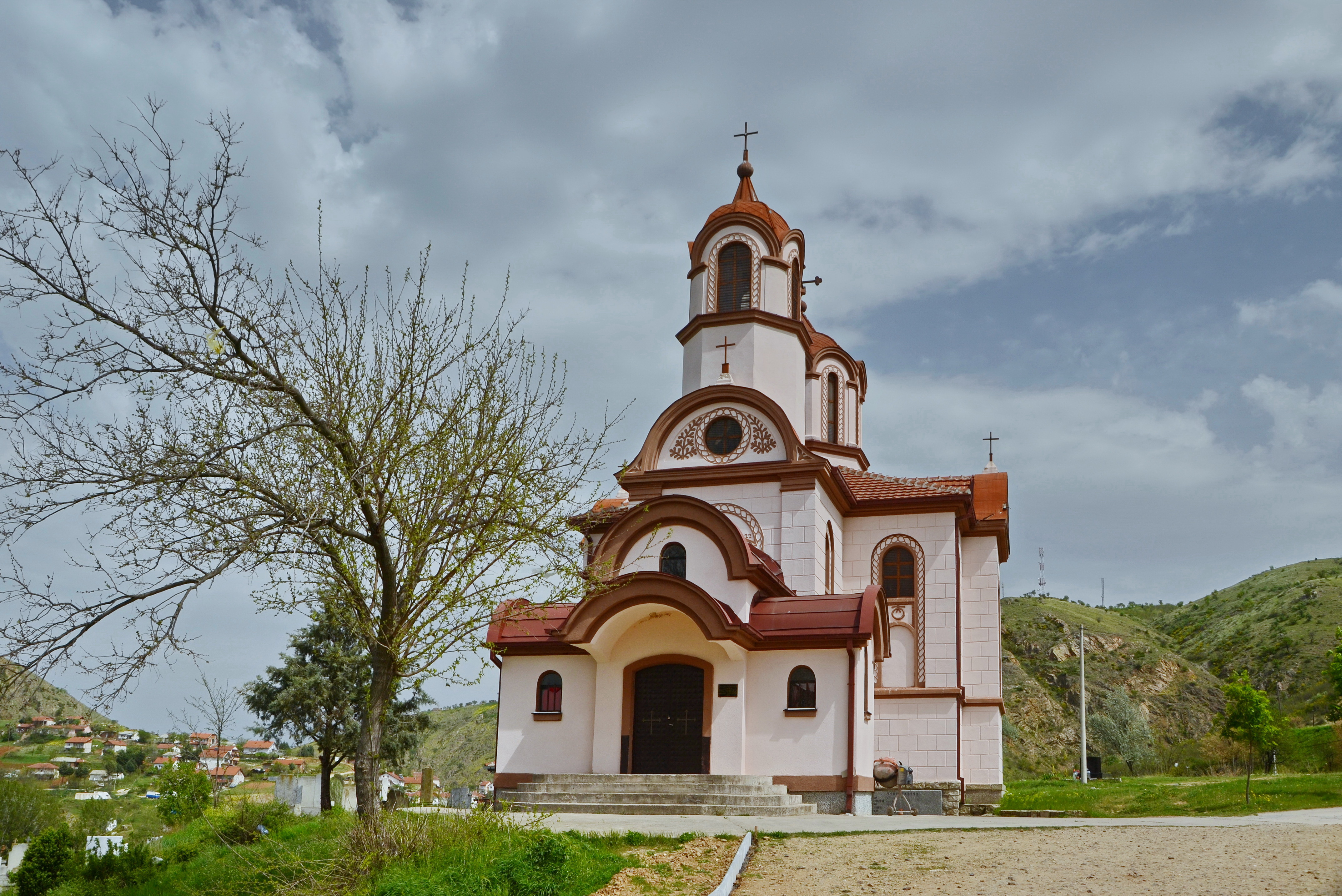
Framsidan.
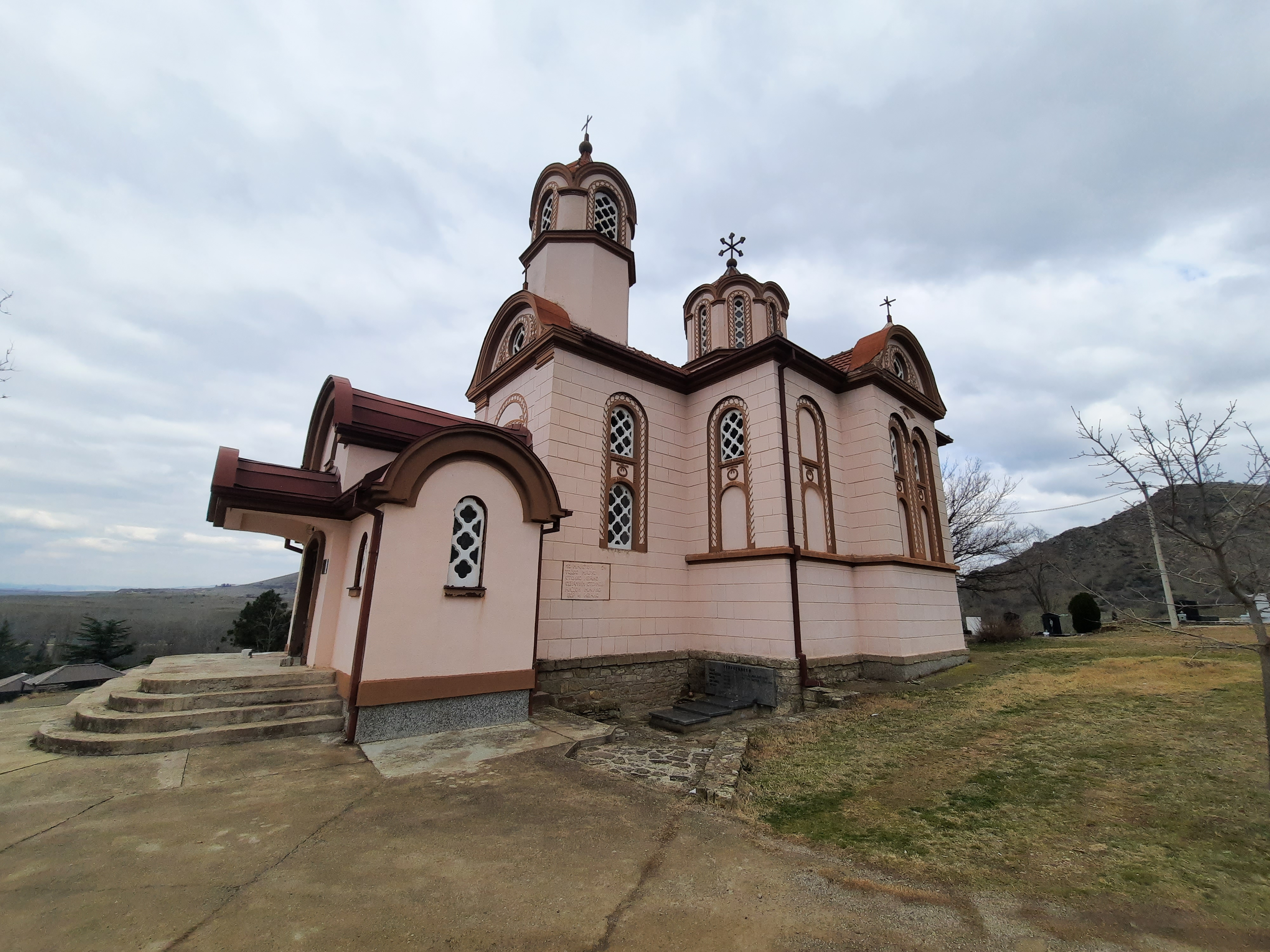
Närmare bild på fasaden.